# Bayanmunj Narmandaj
Bayanmunj Narmandaj (11 de mayo de 2000) es un deportista emiratí que compite en judo. Ganó una medalla de bronce en los Juegos Asiáticos de 2022, en la categoría de –66 kg.

## Palmarés internacional
| Juegos Asiáticos | Juegos Asiáticos | Juegos Asiáticos  | Juegos Asiáticos |
| Año              | Lugar            | Medalla           | Categoría        |
| ---------------- | ---------------- | ----------------- | ---------------- |
| 2022             | Hangzhou (China) | Medalla de bronce | –66 kg           |